# Savezni teritoriji Venezuele
Savezni teritoriji Venezuele es. Dependencias Federales de Venezuela) je kolektivna administrativna jedinica u Venezueli koja obuhvaća većinu venezuelanskih otoka u Karipskom moru i Venezuelanskom zaljevu, izuzev onih koji su sastavni dio savezne države Nueva Esparta. Središte se nalazi na otoku Gran Roque, dok lokalnom vlašću upravlja gradonačelnik Caracasa.
Savezni teritoriji sastoje se od oko 600 otoka i manjih geoloških formacija ukupne povrišine 342 km2; neke formacije imaju površinu manju od 10,000 m2 i u suštini su samo stijene. Protežu se kroz ukupno 900 km, od arhipelaga Los Monjes na zapadu do otoka Patos na istoku. Otoci su izrazito rijetko naseljeni, procjenjuje se da je ukupna populacija na njima oko 2,155 ljudi, s još nekoliko stotina koji sezonski dolaze s Margaritinog otoka radi ribolova. 

## Glavni otoci i otočne skupine
|                                 |                     |                |                    | |
| Br.                             | Teritorij           | Površina (km2) | Populacija (2011.) | Sastavnice |
| Unutar epikontinentalnog pojasa |                     |                |                    | |
| 1                               | Otočje Los Monjes   | 0.20           | –                  | Monjes del Norte · Monje del Este · Monjes del Sur |
| 2                               | La Tortuga          | 156.60         | –                  | Isla La Tortuga · Islas Los Tortuguillos · Cayo Herradura · Los Palanquines · Cayos de Ño Martín · Islote El Vapor · Cayos de Punta de Ranchos                                                                                           |
| 3                               | La Sola             | 0.0005         | –                  | Samostalni otok |
| 4                               | Otočje Los Testigos | 6.53           | 197                | Isla Conejo · Isla Iguana · Isla Morro Blanco · Isla Rajada · Isla Noroeste · Peñón de Fuera · Isla Testigo Grande |
| 5                               | Otočje Los Frailes  | 1.92           | –                  | Chepere · Guacaraida · Puerto Real · Nabobo · Cominoto · Macarare · Guairiare · Guacaraida · La Balandra · La Peche |
| Izvan epikontinentalnog pojasa  |                     |                |                    | |
| 6                               | Patos               | 0.60           | 5                  | Samostalni otok |
| 7                               | Otočje Los Roques1  | 40.61          | 1,300              | Gran Roque · Cayo Francisquí · Isla Larga · Nordisquí · Madrisquí · Crasquí · Dos Mosquises · Cayo Sal · Cayo Nube Verde · Cayo Grande · Noronquí · Espenquí · Cayo Carenero · Cayo Selesquí · Cayo Bequevé · Cayo de Agua · Cayo Grande |
| 8                               | La Blanquilla       | 64.53          | –                  | Samostalni otok |
| 9                               | Otočje Los Hermanos | 2.14           | –                  | La Orquilla · Isla Los Morochos · Isla Grueso · Isla Pico (ó Isla Pando) · Isla Fondeadero · Isla Chiquito |
| 10                              | La Orchila1         | 40.00          | –                  | Isla La Orchila · Cayo Agua · Cayo Sal · Cayo Noreste |
| 11                              | Otočje Las Aves1    | 3.35           | –                  | Isla Aves de Barlovento · Isla Tesoro · Cayo Bubi · Cayo de Las Bobas · Isla Aves de Sotavento · Isla Larga · Cayo Tirra · Isla Saquisaqui · Cayos de La Colonia · Isla Maceta · Cayo Sterna                                             |
| Abisal                          |                     |                |                    | |
| 12                              | Aves                | 0.045          | –                  | Samostalni otok |
| Ukupno                          | Ukupno              | 342.25         | 1,651              | |

1 U sklopu Saveznih teritorija, otočja  Los Roques i Las Aves te otok La Orchila zajedno čine Otočni teritorij Francisco de Miranda, sukladno odluci od 10. studenog 2011. godine.

## Vanjske poveznice
- Territorio Insular
- Los Roques Comunidad  Arhivirana inačica izvorne stranice od 19. veljače 2015. (Wayback Machine)
- Map of the Dependencias Federales  Arhivirana inačica izvorne stranice od 3. listopada 2008. (Wayback Machine)
- Cost of living for Dependencias Federales  Arhivirana inačica izvorne stranice od 23. rujna 2015. (Wayback Machine)